# The Amazing Race
The Amazing Race is een Amerikaanse realityserie die sinds 2001 uitgezonden wordt op CBS. De serie is een afvalrace voor duo's die gelijkenissen vertoont met Peking Express, de realityshow die tussen 2004 en 2008 en een seizoen in 2017 te zien was in België en Nederland. Inmiddels zijn er versies te zien van The Amazing Race in Australië, Azië en Latijns-Amerika. De Amerikaanse versie is in België en Nederland te bekijken op Discovery Channel. De serie won tussen 2003 en 2009 zeven keer op rij de Emmy Award als beste reality-competitie programma. In 2011 en 2012 won het programma de Emmy Award voor respectievelijk de achtste en negende keer. Doorgaans worden er twee series per jaar uitgezonden. Op 26 september 2014 start in Amerika het 25ste seizoen van The Amazing Race. De serie is bedacht door het echtpaar Elise Doganieri en de Nederlander Bertram van Munster. Laatstgenoemde is ook de producent. Hij won met deze serie negen keer de Emmy.

## Opzet
De serie start met elf of twaalf duo's die al reizend een reeks van etappes met een aantal opdrachten moet uitvoeren. Elke etappe valt meestal samen met één aflevering, waarna het duo dat als laatste eindigt afvalt, of in sommige gevallen een extra moeilijkheid meekrijgt in de volgende aflevering. De deelnemers reizen tijdens hun opdrachten door verschillende landen met alle mogelijke vervoermiddelen. Na elke opdracht wordt er een pitstop ingelast van minstens twaalf uur. Tijdens de laatste aflevering van het seizoen strijden de drie overgebleven duo's voor de overwinning. In de Verenigde Staten is de hoofdprijs 1 miljoen Amerikaanse dollar.

## Aanwijzingen

Deelnemers vinden op hun route een aantal aanwijzingen.

#### Route Information
De Route Information vertelt de duo's wat hun volgende bestemming is, dat kan een plaatsnaam zijn of een meer cryptische beschrijving zoals "ga naar het meest westelijke punt van het Europese vasteland". De deelnemers beslissen zelf hoe ze daar het best naartoe reizen.

#### Detour
Een Detour geeft een duo de keuze tussen twee opdrachten die aangegeven worden met een vage hint. Het duo mag daarna nog kiezen om de andere opdracht te doen en zoveel als ze zelf willen van opdracht te wisselen met als enige penalty het verlies van tijd die ze besteed zullen hebben aan de ene opdracht die ze uiteindelijk niet zullen vervullen.

#### Roadblock
Tijdens een Roadblock krijgt een duo een vage omschrijving van een opdracht waarna het duo moet beslissen wie van de twee de opdracht zal vervullen. Die keuze kan niet ongedaan gemaakt worden. De opdracht wordt vervuld door de ene helft van het duo terwijl de andere helft zich afzijdig moet houden.

#### Fast Forward
Een Fast Forward is een opdracht die door een duo maar één keer in de hele serie mag uitgevoerd worden en maar één duo mag deze opdracht uitvoeren per aflevering. Wanneer de Fast Forward-opdracht succesvol wordt beëindigd gaat het duo rechtstreeks naar de "pitstop" en is het vrijgesteld van alle andere opdrachten van die dag.

#### Yield
Een duo kan beslissen om een ander duo te vertragen. De routes hebben aan aantal wegwijzers en een duo kan naast zo'n wegwijzer een "Yield"-bord plaatsen met een foto van het duo dat ze willen vertragen en een foto van zichzelf zodat het geviseerde duo weet wie hen vertraagt. Wanneer het geviseerde team het bord bereikt, wordt er een zandloper omgedraaid. Wanneer de tijd verlopen is mag het duo zijn weg weer verder zetten.

#### U-Turn
De U-Turn werd tijdens het twaalfde seizoen geïntroduceerd in de plaats van Yield. Een duo plaatst de U-Turn achter een Detour om een duo te dwingen de opdracht uit te voeren die ze tijdens de Detour niet gekozen hebben.

#### Speed Bump
Als een duo laatste wordt in een non-eliminatie-etappe, mogen zij gewoon doorracen, maar dienen zij wel gedurende de volgende etappe een extra opdracht uit te voeren, genaamd de Speed Bump.

## Internationaal

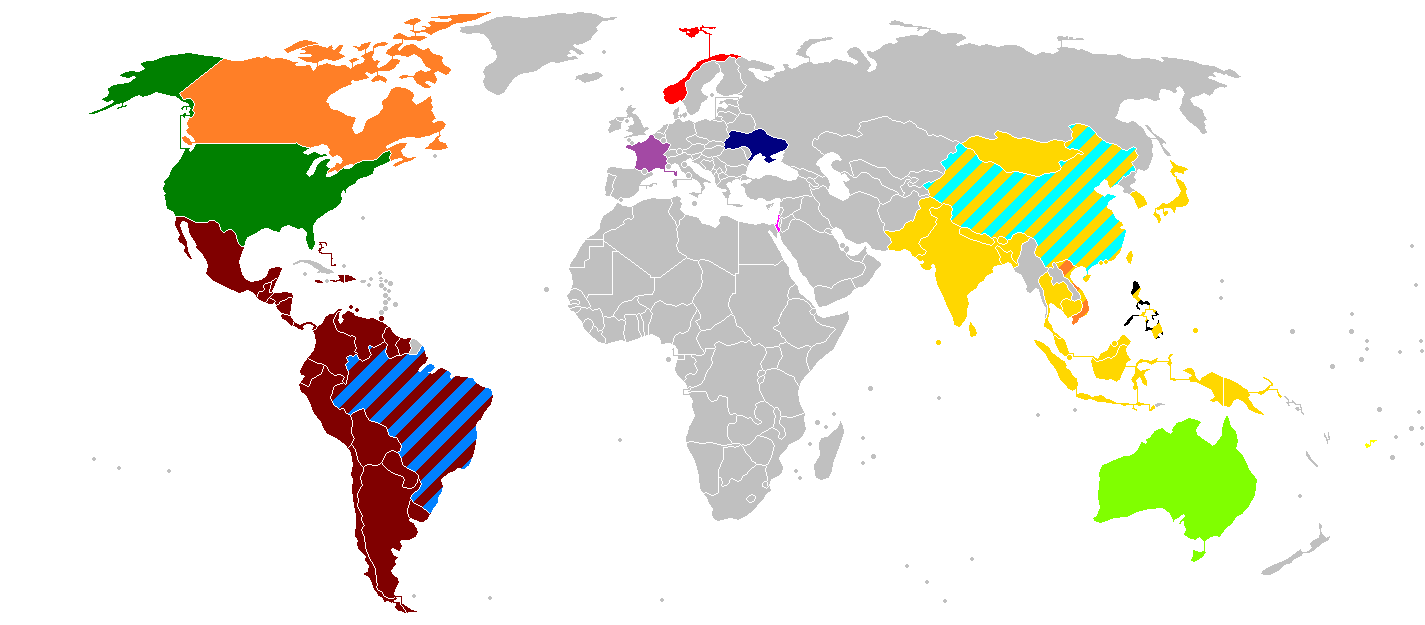
Landen en gebieden met een eigen versie van The Amazing Race
Verenigde Staten
Azië
Noorwegen
Brazilië
Israël
Latijns-Amerika
China
Australië
Noorwegen
Oekraïne
Vietnam
Frankrijk
Filipijnen
Canada

Tot nog toe zijn er dertien verschillende versies gemaakt van de serie, in de Verenigde Staten, Azië, China, Australië, Latijns-Amerika, Brazilië, Noorwegen, Oekraïne, Vietnam, Frankrijk, Canada, Israël en in de Filipijnen. Er werd in 2005 een versie voorbereid voor Centraal-Europa, maar die werd uiteindelijk geannuleerd.
| Plaats           | Jaren      | Edities |
| ---------------- | ---------- | ------- |
| Verenigde Staten | 2001–heden | 24      |
| Azië             | 2006–2010  | 4       |
| Brazilië         | 2007–2008  | 1       |
| Israël           | 2009-heden | 5       |
| Latijns-Amerika  | 2009–heden | 6       |
| China            | 2010–heden | 3       |
| Australië        | 2011–heden | 3       |
| Vietnam          | 2012–heden | 5       |
| Frankrijk        | 2012–heden | 1       |
| Noorwegen        | 2012–heden | 2       |
| Filipijnen       | 2012–heden | 2       |
| Canada           | 2013–heden | 3       |
| Oekraïne         | 2013–heden | 1       |